# WD 0810-353
WD 0810-353は太陽系から36光年の距離にある白色矮星である。この星は現在から約3万年後に太陽系に0.5光年まで接近し、太陽系のオールトの雲の内部を通過すると考えられている。

## 観測
WD 0810-353は見かけの等級が14.5等級というごく暗い天体であり、観測には大型の望遠鏡が必要となる。
この星は少なくない固有運動を示し、固有運動星としてアメリカ海軍天文台の固有運動星カタログ（UPM）に記載されている。
アメリカ海軍天文台はこの星の年周視差も測定しており、104.4+/−5.9ミリ秒という値を得、2016年に公表している。
この結果からこの星が太陽系の比較的近傍に位置する白色矮星であると認識されるようになった。
それからすぐにガイア計画のデータリリース2からこの天体が太陽系近傍の白色矮星であることが再確認され、太陽系近傍の白色矮星のリストに加えられるようになった。
WD 0810-0353の名称はこの星の座標に基づいて便宜的・非公式に与えられた白色矮星星表 (WD) 番号である。
これはこの名称がWDカタログを公式に管理しているビラノバ大学によって付されたものではないことを意味する。

## 物理的性質
WD 1810-353はスペクトル型DAHの白色矮星で、質量は0.63太陽質量で年齢は27億年である。有効温度は6093ケルビンないし6273ケルビンである。

## 運動
WD 1810-353は天文学的時間スケールで見てごく近い将来に太陽系のオールトの雲の内部を通過すると予測されているという点で注目に値する。
この星は少なくない固有運動を示し、それゆえに固有運動カタログや年周視差の観測対象に含められてきたが、固有運動の大きさは0.1秒角/年以下であり、特段注目を集めるほど大きなものではなかった。
一方で視線速度は−373.7 km/hという非常に大きな負の値を示す。この値は白色矮星の強い表面重力によって生じる50 km/s分の重力赤方偏移を考慮していない値で、それを考慮した場合の視線速度は−423.7 km/sとなり、さらに大きな負の値となる。
負の視線速度が示すように、この恒星は太陽系に急速に接近するコースにあり、ガイア計画のデータリリース3 (DR3) を利用した研究では、この星は現在から2万9000（±1000）年後に0.15パーセク（0.49光年）の距離で太陽系に最接近すると推定されている。なおこの分析は前記の重力赤方偏移を考慮した視線速度の値に基づいている。
WD 1810-353は太陽系のオールトの雲の内側に深く入り込みオールトの雲を構成する天体に擾乱を与えるが、高速で通過していくため影響は比較的短期間に留まるとみられる。この接近はガイア計画DR3のデータの分析によって初めて判明したもので、それ以前には特に認識されたことはなかった。